# Johan Unt
Johan Unt (Tarvastu, 24 de marzo de 1876 - Tallin, 7 de abril de 1930) fue un militar estonio.

## Biografía
Johan Unt se ofreció como voluntario para unirse al ejército para convertirse en oficial. En 1897 aprobó los exámenes de voluntario en el Cuerpo de Cadetes de Pskov y en el otoño del mismo año comenzó a servir en el 113º Regimiento de Infantería de Starorussk, que estaba ubicado en la ciudad de Šiauliai. Allí, después de un año, fue ascendido a teniente coronel, luego a suboficial subalterno y después a suboficial superior. De ahí fue enviado a la Escuela Militar de Vilna en el otoño de 1899. Se graduó en 1901 y recibió el grado de alférez. Durante la guerra ruso-japonesa, Unt participó en trabajos de fortificación y formó parte temporalmente del 85º Regimiento de Infantería de Víborg. En el otoño de 1905, Unt recibió la Orden de San Estanislao, de tercera clase, que fue la primera condecoración que recibió. 
Participó en la Primera Guerra Mundial como parte del Ejército Imperial Ruso. En 1918, durante la ocupación alemana, organizó la Liga de Defensa de Estonia. 
Participó en la guerra de independencia de Estonia. Entre 1919 y 1920, dirigió la Liga de Defensa de Estonia, y entre 1920 y 1930, fue comandante de la guarnición de Tallin.
El 4 de abril de 1930, un desconocido disparó a Unt por la espalda en la calle Kreutzwaldi de Tallin. Unt murió a causa de las heridas recibidas en el Hospital Central de las Fuerzas de Defensa de Tallin. El mayor general Johan Unt fue enterrado en el Cementerio de las Fuerzas de Defensa de Tallin con homenajes nacionales, mientras que el asesino permaneció sin ser identificado. Una versión sugirió una venganza comunista por la represión del intento de golpe del 1 de diciembre.

## Premios
- 1924: Cruz de la Libertad.[3]